# Ditha loricata
Ditha loricata es una especie de arácnido del orden Pseudoscorpionida de la familia Tridenchthoniidae.

## Distribución geográfica
Se encuentra en Nueva Guinea.